# Сава Савановић
Сава Савановић је лик из приче Милована Глишића „После деведесет година” у коме је он представљен као вампир по легенди која се прича у овом крају.

## Легенда
По тој легенди, верује се да је сељак Сава Савановић из тог краја, после своје смрти живео у старој воденици у селу Зарожје, у општини Бајина Башта. Легенда говори да је као „вампир“ убијао и пио крв људи који би дошли да мељу жито.

## Млин
Посљедњих неколико деценија, млин Саве Савановића је у власништву породице Јагодићи и често се назива „Јагодића воденица“. Радила је до касних 1950-их кад је затворена и угашена. Воденица привлачи посетиоце, али становници села још нису успели да од млина направе успешно туристичко одредиште.

## Утицај на културу
Лик Саве Савановића се спомиње у причи Милована Глишића „После деведесет година“ и у српском хорор филму „Лептирица“ из 1973. године, који је инспирисан Глишићевом причом, као и у књизи „Страх и његов слуга“ Мирјане Новаковић и позоришном комаду "Вампирска симфонија", Данице Николић-Николић.